# Cincinnati Bengals 1969
La stagione 1969 dei Cincinnati Bengals è stata la seconda della franchigia nell'American Football League. Il capo-allenatore Paul Brown scelse nel draft il quarterback Greg Cook della University of Cincinnati nel primo giro.
La squadra iniziò vincendo tutte le prime tre partite ma finì con un record di 4–9–1 nell'ultima stagione Nippert Stadium, prima di trasferirsi nel nuovo stadio l'anno successivo.
La gara del 9 novembre 1969 tra Bengals e Oilers all'Astrodome di Houston è unica nella storia dei Bengals, in quanto avvenne l'unico pareggio senza tempi supplementari, all'epoca non previsti. 
Il più antico record nella storia dei Bengals, e l'unico ancora attivo dagli anni del Nippert Stadium, appartiene al quarterback Greg Cook con 9,41 yard medie per passaggio tentato nel 1969. L'unico altro a far risultato oltre 9 yard per tentativo sono le 9,21 di Boomer Esiason nel 1988. Cook passò 1854 yard e guidò i Bengals a vittorie sugli Oakland Raiders e sui Kansas City Chiefs futuri vincitori del Super Bowl.

## Roster
| Roster dei Cincinnati Bengals nel 1969 |
| --- |
| Quarterback - 12 Greg Cook - 14 Sam Wyche Running Back - 19 Essex Johnson - 40 Ron Lamb - 30 Jess Phillips - 18 Paul Robinson - 43 Clem Turner Wide Receiver - 10 Eric Crabtree - 26 Jack Gehrke - 25 Chip Myers - 24 Tommie Smith - 17 Speedy Thomas Tight End - 88 Bruce Coslet - 84 Bob Trumpy Offensive Linemen - 64 Justin Canale G - 63 Guy Dennis G - 72 Howard Fest T - 54 Bob Johnson C - 73 Pat Matson G - 68 Dave Middendorf G - 74 Ernie Park G/T - 77 Frank Peters T - 67 Mike Wilson G - 75 Ernie Wright T Defensive Linemen - 85 Martin Baccaglio DE - 82 Royce Berry DE - 79 Steve Chomyszak DT - 89 Harry Gunner DE - 70 Andy Rice DT - 83 Bill Staley DT Linebacker - 51 Ken Avery OLB - 58 Al Beauchamp OLB - 66 Bill Bergey MLB - 52 Tim Buchanan MLB - 57 Ed Harmon OLB - 53 Bill Peterson OLB Defensive Back - 23 Al Coleman S - 28 John Guillory CB - 20 Bobby Hunt S - 29 Jim Johnson S - 47 Charlie King CB - 13 Ken Riley CB - 31 Fletcher Smith CB Special Team - 11 Dale Livingston P - 16 Horst Muhlmann K - 41 Terry Swanson P |
| Legenda - I rookie sono in corsivo. - Il primo ruolo è il principale mentre gli eventuali successivi indicano i ruoli secondari. - (IR) sta per Injured Reserve ed indica la lista ristretta per un solo giocatore infortunato che può tornare ad allenarsi dopo la settimana 6 e a rientrare in prima squadra dopo che questa ha giocato 8 partite. - (NF-Inj.) / (NF-Ill.) stanno rispettivamente per Non-Football Injured e Non-Football Illness ed indicano le liste dove viene inserito un giocatore che ha un infortunio o una malattia non dipendente dal football americano. - (PUP) sta per Physically Unable to Perform ed indica la lista dove viene inserito un giocatore mentre è in attesa di recuperare la condizione fisica. Nella stagione regolare dopo la sesta partita giocata dalla propria squadra, il giocatore ha tempo tre settimane per riprendere ad allenarsi, più tre settimane aggiuntive dal suo rientro agli allenamenti per rientrare in prima squadra.                                                                     |

## Calendario
| Stagione regolare |              |                       |           |        |                                 |          |         |
| Turno             | Data         | Avversario            | Risultato | Record | Stadio                          | Pubblico | Sintesi |
| 1                 | 14 settembre | Miami Dolphins        | V 27–21   | 1–0    | Nippert Stadium                 | 25,335   | Recap   |
| 2                 | 21 settembre | San Diego Chargers    | V 34–20   | 2–0    | Nippert Stadium                 | 26,243   | Recap   |
| 3                 | 28 settembre | Kansas City Chiefs    | V 24–19   | 3–0    | Nippert Stadium                 | 27,812   | Recap   |
| 4                 | 4 ottobre    | at San Diego Chargers | S 14–21   | 3–1    | San Diego Stadium               | 52,748   | Recap   |
| 5                 | 12 ottobre   | New York Jets         | S 7–21    | 3–2    | Nippert Stadium                 | 27,927   | Recap   |
| 6                 | 19 ottobre   | Denver Broncos        | S 23–30   | 3–3    | Nippert Stadium                 | 27,920   | Recap   |
| 7                 | 26 ottobre   | at Kansas City Chiefs | S 22–42   | 3–4    | Municipal Stadium               | 50,934   | Recap   |
| 8                 | 2 novembre   | Oakland Raiders       | V 31–17   | 4–4    | Nippert Stadium                 | 27,927   | Recap   |
| 9                 | 9 novembre   | at Houston Oilers     | P 31–31   | 4–4–1  | Houston Astrodome               | 45,298   | Recap   |
| 10                | 16 novembre  | Boston Patriots       | S 14–25   | 4–5–1  | Nippert Stadium                 | 25,913   | Recap   |
| 11                | 23 novembre  | at New York Jets      | S 7–40    | 4–6–1  | Shea Stadium                    | 62,128   | Recap   |
| 12                | 30 novembre  | at Buffalo Bills      | S 13–16   | 4–7–1  | War Memorial Stadium            | 35,122   | Recap   |
| 13                | 7 dicembre   | at Oakland Raiders    | S 17–37   | 4–8–1  | Oakland–Alameda County Coliseum | 54,427   | Recap   |
| 14                | 14 dicembre  | at Denver Broncos     | S 16–27   | 4–9–1  | Mile High Stadium               | 42,198   | Recap   |

Note
- Gli avversari della propria division sono in grassetto.

## Classifiche
| AFL Western Division |    |   |   |      |     |     |     |     |
|                      | V  | S | P | %    | DIV | PF  | PS  | STR |
| Oakland Raiders      | 12 | 1 | 1 | .923 | 7–1 | 377 | 242 | V6  |
| Kansas City Chiefs   | 11 | 3 | 0 | .786 | 5–3 | 359 | 177 | S1  |
| San Diego Chargers   | 8  | 6 | 0 | .571 | 2–6 | 288 | 276 | V4  |
| Denver Broncos       | 5  | 8 | 1 | .385 | 3–5 | 297 | 344 | V1  |
| Cincinnati Bengals   | 4  | 9 | 1 | .308 | 3–5 | 280 | 367 | S5  |

Nota: I pareggi non venivano conteggiati ai fini della classifica fino al 1972.